# Glee (5.ª temporada)
A quinta temporada da série de televisão de comédia e drama da Fox, Glee, foi comissionada em 19 de abril de 2013, juntamente com uma sexta temporada.   Ele estreou em 26 de setembro de 2013, como parte da temporada de outono de 2013. Depois de uma pausa de inverno, ele retornou em 25 de fevereiro de 2014, mudando para as noites de terça-feira para terminar sua temporada. A segunda parte da temporada contou com o 100º episódio da série, o 12º episódio da temporada, que foi ao ar em 18 de março de 2014. Foi mais curto que as temporadas anteriores, com vinte episódios em vez de vinte e dois.

## Enredo
A série vai pegar de onde parou a última temporada e continuar a seguir o caminho dos estudantes NYADA e as crianças do New Directions. O ano escolar vai continuar no McKinley High, onde a vitória do clube do coral nas Regionais vai colocá-los no caminho para a possível vitórias nas Nacionais. Enquanto isso, em Nova York, vamos descobrir se Rachel aterra o papel principal em sua primeira produção da Broadway e o que Blaine planeja para sua proposta de Kurt. Os dois primeiros episódios da temporada contou com canções dos Beatles. Uma homenagem ao personagem de Cory Monteith, o Finn Hudson, foi feito. Além de uma um episódio baseado na rixa entre os fãs de Gaga e Katy Perry, a 5.ª temporada de Glee terá um episódio em homenagem ao cantor Billy Joel. Uma curiosidade é que o décimo segundo (12) episódio dessa temporada marca o centésimo (100) da série, e neste teremos a presença de vários antigos personagens, além de músicas já gravadas em Glee, escolhidas por uma votação no site oficial da série. Nas últimas quatro temporadas, o líder do Glee Club foi Will Schuester está casado com a Emma Pillsbury (Jayma Mays). O coração de Mr. Schuester está no lugar certo e ele está determinado a ajudar as crianças em todos os aspectos da vida, mas a cada passo que ele deve lutar com sua rival, Sue Sylvester (atriz vencedora do Emmy Jane Lynch), a treinadora de cheerleading conivente com um bebé recém-nascido. Esse ano, o New Directions conta com Unique Adamas, Marley Rose, Jake Puckerman, Kitty Wilde, Ryder Lynn, Blaine Anderson, Sam Evans, Artie Abrams e Tina Cohen-Chang. Entrou também para o elenco de Glee a líder de torcida Bree. A partir do episódio 100 de Glee, "O episódio marco" – que será dividido em duas partes e irá ao ar nos dias 18 e 25 de março – mostrará Sue Sylvestre acabando com o New Directions, causando a partida de Mr. Shue. Uma grande parte do elenco original e estrelas convidadas retornarão para dizer adeus ao personagem de Morrison, entre eles estão Dianna Agron, Amber Riley, Mark Salling, Heather Morris e Harry Shum Jr. Depois do episódio, os episódios terão NYC como núcleo, fazendo com que Blaine (Darren Criss), Artie (Kevin McHale) e Sam (Chord Overstreet) se juntam a Rachel, Kurt e Santana. Mais à frente Mercedes (Amber Riley) se muda para NYC e acaba dividindo seu apartamento no Brooklyn com Blaine (depois de várias discussões e brigas com Kurt, ele acha melhor se mudar para salvar o casamento dos dois) e Sam (com quem volta a ter um caso). A Grande estreia de Rachel em Funny Girl finalmente acontece e com isso consegue ganhar uma grande popularidade imensa em NYC, Will e Sue acabam parando na grande cidade grande para ver a estreia de Rachel, mas o filho de Will com Emma nasce um pouco antes da estreia, isso faz com que Will tenha que voltar as pressas para Ohio. Blaine consegue ser apadrinhado por uma grande socialite nova yorkina, isso faz com que Kurt se morda de ciúmes e "quase" acaba tudo entre eles. Mercedes está finalizando seu álbum de estreia mas precisa de um novo ritmo e cabe a ninguém menos que Santana Lopez para a lhe ajudar nessa missão. No último episódio, The Untitled Rachel Berry Project (O Projeto Sem Título de Rachel Berry), Brittany volta para ficar com Santana, mas Santana infelizmente não se encontra, Mercedes apresenta seu novo single e Brittany se junta a ela na sua primeira turnê como dançarina, Blaine e Kurt se apresentam para as grandes socialites de NYC e Rachel consegue o roteiro do piloto de sua série na TV e vai fazer com que o sucesso que já tinha em NYC vire um sucesso mundial.

## Recepção
A quinta temporada teve bons indíces de audiência nos primeiros episódios, tendo apenas o episódio "The Quarterback" como o mais visto. Assim como na temporada anterior, nessa os indíces de audiência da série começaram a despencar. A temporada teve o corte de 2 episódios, fazendo assim essa temporada ter 20 episódios, diferente das quatro temporadas anteriores que tinham 22 episódios. Nessa temporada acompanhamos o noivado de Kurt e Blaine, além do retorno de Samcedes e Brittana, e 13 episódios com foco nos formandos Artie, Tina, Blaine, Sam e Brittany (que entrou antecipadamente na faculdade), e o tão aguardado nascimento do filho entre o Sr. Schue e Emma. A temporada também dá um foco na carreira de Rachel, após ela conseguir o tão sonhado e disputado papel de Fanny Brice no revival de Funny Girl, e ver sua carreira na Broadway decolando, ao mesmo tempo em que ela recebe a proposta de gravar um piloto e abandonar NYC, indo para Los Angeles. A quinta temporada traz algumas homenagens: ao icônico grupo musical The Beatles (nos dois primeiros episódios), à rixa entre os fãs de Katy Perry e Lady Gaga (no quarto episódio), ao cantor Billy Joel (no sexto episódio) e ao musical Funny Girl (no décimo sétimo episódio). Sendo acompanhada do lançamento do DVD Glee: The Complete Fifth Season, do compilado Glee: The Music - Celebrating 100 Episodes e dos álbuns (EP's) Glee Sings The Beatles; The Quarterback; A Katy Or A Gaga (Music from the Episode); Movin' Out; Glee: The Music, The Christmas Album Volume 4 e City Of Angels.

## Morte de Cory e mudanças na temporada
No dia 13 de julho de 2013, o ator Cory Monteith foi encontrado morto em um quarto no vigésimo primeiro andar do hotel The Fairmont Pacific Rim em Vancouver, no Canadá. Segundo uma necrópsia feita no dia 15 de julho, o relatório preliminar da autópsia indicou que a morte de Monteith foi causada pela mistura de substâncias que juntas aumentam seu potencial de toxicidade. No caso, foram encontrados em seu organismo heroína e álcool, sendo mais provável que sua morte foi acidental. A morte de Cory acabou abalando familia, amigos próximos, milhares de fãs da série e do ator ao redor do mundo, e principalmente a namorada Lea Michele. A quinta temporada foi totalmente modificada, tendo assim dois episódios tributos ao personagem Finn Hudson, que na série acaba também falecendo: o principal deles "The Quarterback" (terceiro episódio) e "City Of Angels" (décimo primeiro episódio).

## 100.º Episódio
É na quinta temporada que Glee chega no marco de 100 episódios. Para o episódio, que é o 12º, acabou rolando uma votação no site oficial da série, aonde os fãs escolheram as músicas para ganharem uma nova versão e os convidados do episódio. Algumas das músicas escolhidas foram Toxic (gravada para a segunda temporada), Keep Holding On (gravada para a primeira temporada) e Don't Stop Believin' (gravada para a primeira e quarta temporada) e as convidadas foram Kristin Chenoweth e Gwyneth Paltrow, que resumiram seus papéis de April Rhodes e Holly Hollyday respectivamente. O episódio também marca 100 aparições seguidas de Artie na série, sendo ele o único personagem com esse marco.

## Elenco

### Elenco principais
- Jacob Artist como Jacob "Jake" Puckerman (13 episodios)
- Melissa Benoist como Marley Rose (13 episodios)
- Chris Colfer como Kurt Hummel (20 episodios)
- Darren Criss como Blaine Anderson (20 episodios)
- Blake Jenner como Ryder Lynn (13 episodios)
- Jane Lynch como Sue Sylvester (15 episodios)
- Kevin McHale como Artie Abrams (18 episodios)
- Lea Michele como Rachel Berry (20 episodios)
- Matthew Morrison como Will Schuester (14 episodios)
- Alex Newell como Wade "Unique" Adams (13 episodios)
- Chord Overstreet como Sam Evans (19 episodios)
- Naya Rivera como Santana Lopez (16 episodios)
- Becca Tobin como Kitty Wilde (13 episodios)
- Jenna Ushkowitz como Tina Cohen-Chang (15 episodios)

### Elenco recorrente
- Dianna Agron como Quinn Fabray (2 episodios)
- Jayma Mays como Emma Pillsbury (3 episodios)
- Heather Morris como Brittany Pierce (3 episodios)
- Mike O'Malley como Burt Hummel (4 episodios)
- Mark Salling como Noah Puckerman (3 episodios)
- Amber Riley como Mercedes Jones (13 episodios)
- Harry Shum, Jr. como Mike Chang (3 episodios)
- Iqbal Theba como Sr. Figgins (5 episodios)
- Dot-Marie Jones como Shannon Beiste (4 episodios)
- Romy Rosemont como Carole Hudson-Hummel (2 episodios)
- NeNe Leakes como Roz Washington (3 episodios)
- Michael Hitchcock como Dalton Rumba (1 episodio)
- Bill A. Jones como Rod Remington (2 episodios)
- Christopher Cousins como Superintendente Bob Harris (3 episodios)
- Christopher Curry como Gunther (2 episodios)
- Earlene Davis como Andrea Carmichael (2 episodios)
- Adam Lambert como Elliot Gilbert/Starchild (5 episodios)
- Michael Lerner como Sydney Greene (4 episodios)
- Lauren Potter como Becky Jackson (12 episodios)
- Erin Westbrook como Bree (7 episodios)

### Participação
- Grant Gustin como Sebastian Smythe (1 episodio)
- Kristin Chenoweth como April Rhodes (2 episodios)
- Peter Facinelli como Rupert Campion (4 episodios)
- Ioan Gruffudd como Paolo San Pablo (2 episodios)
- Demi Lovato como Dani (4 episodios)
- Shirley MacLaine como June Dolloway (2 episodios)
- Gwyneth Paltrow como Holly Holliday (2 episodios)
- Skylar Astin como Jean-Baptise (1 episodio)
- Phoebe Strole como Penny Owen (2 episodios)

## Episódios
| N.º na série | N.º na temp. | Título                                                                            | Dirigido por    | Escrito por                              | Exibição original       | Cód. de produção | Audiência (milhões) |
| --- | ------------ | --------------------------------------------------------------------------------- | --------------- | ---------------------------------------- | ----------------------- | ---------------- | ------------------- |
| 89 | 1            | "Love, Love, Love" "(Amor, Amor, Amor)" (BR)                                      | Bradley Buecker | Brad Falchuk                             | 26 de setembro de 2013  | 5ARC01           | 5.06                |
| O New Directions está de volta com o seu maior projeto até agora: Os Beatles! Enquanto Will encarrega os adolescentes de prestar uma homenagem às canções clássicas dos Fab Four, Blaine e Kurt tentam responder as perguntas sobre seu futuro juntos. Já em New York, a ambição de Rachel toma um rumo inesperado. |              |                                                                                   |                 |                                          |                         |                  |                     |
| 90 | 2            | "Tina in the Sky with Diamonds" "(Tina No Céu Com Diamantes)" (BR)                | Ian Brennan     | Ian Brennan                              | 3 de outubro de 2013    | 5ARC02           | 4.42                |
| A Beatlemania continua no McKinley com “Tine in the Sky with Diamonds”. Está na hora dos estudantes votarem para rei e rainha do baile, mas quando Tina é uma das nomeadas, sua atitude assusta até seus maiores fãs. Enquanto isso, Santana conhece Dani (Demi Lovato), uma garota assumida lésbica o que faz com que Santana tenha chances com ela. Com o incentivo de Rachel, as duas marcam um encontro para se conhecerem melhor. |              |                                                                                   |                 |                                          |                         |                  |                     |
| 91 | 3            | "The Quarterback" "(Lembranças do Finn)" (BR)                                     | Brad Falchuk    | Ryan Murphy & Brad Falchuk & Ian Brennan | 10 de outubro de 2013   | 5ARC03           | 7.39                |
| A repentina morte de Finn faz com que alguns ex-membros do New Directions retornem ao McKinley para lembrar seu falecido amigo. Enquanto um sereno professor Schue incentiva os gleeks a “lembrarem-se dele como costumam fazer tudo – cantando sobre isso”, alguns garotos acham a tarefa mais libertadora do que outros. Na casa Hudson-Hummel, Kurt, Burt e Caroline selecionam os pertences de Finn e o que começa como um momento de tristeza, transforma-se num momento familiar que todos precisavam ter. Enquanto isso, Emma fica cada vez mais preocupada ao perceber que Will está tão ocupado cuidando dos outros, que não se deu um tempo para lidar com seu luto. Santana sente dificuldade de usar sua máscara de “menina má” para esconder seus sentimentos por Finn e acaba brigando com Bree no McKinley. Depois de uma franca conversa com a treinadora Beiste, Puck toma uma decisão que vai horar a memória de Finn e mudar seu futuro. |              |                                                                                   |                 |                                          |                         |                  |                     |
| 92 | 4            | "A Katy or a Gaga" "(A Katy ou a Gaga)" (BR)                                      | Ian Brennan     | Russel Friend & Garrett Lerner           | 7 de novembro de 2013   | 5ARC04           | 4.01                |
| Will desafia seus alunos a sair de suas zonas de conforto e lhe dá músicas de Katy Perry e Lady Gaga, sendo que quem se identifica mais com Lady Gaga tem que cantar músicas de Katy Perry e vice-versa. Enquanto isso, Kurt se sente ofuscado pelo sucesso de Rachel e Santana e decide que sua melhor chance de ser famoso é começando sua própria banda. Ele pedirá para Rachel, Santana e sua namorada, Dani, entrarem na banda. Enquanto todos ficam impressionados com o ousado desempenho de um cantor que se auto intitula Starchild, Kurt que irá se recusar a chamá-lo para entrar na banda, com medo de ser ofuscado mais uma vez. |              |                                                                                   |                 |                                          |                         |                  |                     |
| 93 | 5            | "The End of Twerk" "(O Fim do Twerk)" (BR)                                        | Wendey Stanzler | Michael Hitchcock                        | 14 de novembro de 2013  | 5ARC05           | 4.22                |
| Quando um vídeo de Blaine fazendo ‘twerk’ fica popular, Will, inspirado, procura aproveitar o poder da dança do momento para ousar a imagem do New Directions de queridinhos nas Nationals. Quando vários dos jovens expressam preocupação sobre sua inabilidade de fazer a nova dança, o Sr. Schue recruta Jake e Kitty para um tutorial. Em Nova York, Rachel sente a necessidade de adicionar um pouco de rebeldia em sua vida, então convence Kurt de que eles deveriam fazer tatuagens juntos. Quando as coisas na sala de tatuagens não acontecem como planejadas, uma visita leva Kurt a balançar ainda mais as coisas. Enquanto isso, Unique luta para encontrar igualdade para os transexuais nos banheiros do McKinley High, e Marley descobre que seu namorado, Jake, a traiu com a Bree das Cheerios |              |                                                                                   |                 |                                          |                         |                  |                     |
| 94 | 6            | "Movin' Out" "(Me Mudando)" (BR)                                                  | Brad Falchuk    | Roberto Aguirre-Sacasa                   | 21 de novembro de 2013  | 5ARC06           | 4.09                |
| Quando Sue mostra para Will que a exclusão de qualquer tipo de carreira ligada à arte na Feira de Carreira do McKinley é, simplesmente, uma indicação de que “não existe sucesso em carreiras artísticas”, Will é forçado a admitir que esse caminho é difícil e incerto. A tarefa da semana é usar canções de Billy Joel. Blaine e Sam viajam para Nova York para ver possíveis faculdades, mas apesar de Kurt estar animado com a possibilidade de Blaine se juntar a ele na NYADA, Blaine pode ter outro pensamento sobre o assunto. Quando Sam tem uma entrevista na única escola que está oferecendo uma bolsa especial para a qual ele se qualifica, ele confessa algo para Rachel e isso traz um mundo novo de oportunidades para o antigo stripper. Enquanto isso, apesar da considerável resistência, Artie encoraja Becky Johnson a olhar além das paredes do McKinley para ver seu futuro. Após Marley terminar com Jake, ele assume sua reputação de conquistador, mas se arrepende quando ela decide namorar outro rapaz. |              |                                                                                   |                 |                                          |                         |                  |                     |
| 95 | 7            | "Puppet Master" "(O Manipulador de Fantoches)" (BR)                               | Paul McCrane    | Matthew Hodgson                          | 28 de novembro de 2013  | 5ARC07           | 2.84                |
| Blaine acredita que ele tem o melhor plano para ganhar as Nacionais, mas os outros membros do glee club acham que ele é muito controlador. A banda de Kurt discorda sobre o local de seu primeiro show; Sue entra em contato com seu lado feminino. Um vazamento de gás na sala do coral faz com que alguns membros do New Directions tenham alucinações. |              |                                                                                   |                 |                                          |                         |                  |                     |
| 96 | 8            | "Previously Unaired Christmas" "(O Natal Não Exibido Anteriormente)" (BR)         | Wendey Stanzler | Ross Maxwell                             | 5 de dezembro de 2013   | 5ARC08           | 3.29                |
| Will escolhe Sam e Tina para liderarem os membros do clube do coral na quinquagésima competição de decoração. Enquanto a dupla continua trabalhando no tema “Verde é o que há” para conseguirem o tão cobiçado troféu e sua glória, eles descobrem que o verdadeiro sentido do natal não está relacionado a ganhos materiais e honras individuais. Quando o presépio do colégio é vandalizado, o diretor Figgins pede ao New Directions para substituir a decoração vandalizada por um presépio vivo, o que dá início a uma competição pelo papel da Virgem Maria. Todas as garotas – incluindo Unique – lutam pelo papel, com exceção de Kitty, que parece estranhamente desinteressada em ser o centro das atenções. Para lidar com o fim de seu relacionamento com a Brittany, Santana viaja para New York para passar o feriado com Kurt e Rachel. Os três se inscrevem para trabalhos temporários como elfos do papai Noel, mas acabam ficando frustrados e em conflito com um grupo de crianças impacientes. Até que um misterioso benfeitor aparece prometendo renovar o espírito natalino. |              |                                                                                   |                 |                                          |                         |                  |                     |
| 97 | 9            | "Frenemies" "(Aminimigos)" (BR)                                                   | Bradley Buecker | Ned Martel                               | 25 de fevereiro de 2014 | 5ARC09           | 2.99                |
| Com apenas cinco semanas até a graduação, Artie e Tina descobrem que estão em um empate estatístico para oradores da turma e são forçados a participar de uma decisão final no estilo da Diretora Sue. O que começa como uma competição “amigável” rapidamente se torna uma competição sem limites, testando sua muito elogiada amizade pós-relacionamento romântico. Enquanto isso, em Nova Iorque, enquanto a mente de Rachel continua a crescer enquanto ela experimenta algumas das vantagens de fazer parte de um elenco do show da Broadway, Santana está triste devido a sua falta de trabalho de atuação significativo e está cansada de ser conhecida como “a garota com infecção por fungos”. Quando Santana dá um passo para fora de sua zona de conforto para fazer a audição para atriz substituta de Rachel em Funny Girl, Rachel vê isso como uma traição e reabre feridas antigas, e revive um longo e não resolvido problema entre as duas. Preocupado que Elliot está tentando arrancar os holofotes (e controlar a banda, Pamela Lansbury) dele, Kurt atenta para o conselho de Blaine sobre aprender tudo o que ele pode sobre seu rival ao “manter seus inimigos mais perto”. Quando os dois passam uma tarde juntos (com Kurt não tão sutilmente bombardeando seu rival para obter informações), o que começa como uma missão para descobrir os planos nefastos de Elliot, se transforma em uma descoberta de que Kurt, na verdade, se dá bem com “Starchild“ e uma revelação que faz com que Blaine pare.                                                                                       |              |                                                                                   |                 |                                          |                         |                  |                     |
| 98 | 10           | "Trio" "(A Três)" (BR)                                                            | Ian Brennan     | Rivka Sophia Rossi                       | 4 de março de 2014      | 5ARC10           | 2.68                |
| Com Emma ouvindo o tique-taque do seu relógio biológico, ela e Will estão ansiosos para conceber uma criança. Quando suas repetidas tentativas – algumas nos lugares menos apropriados – não conseguem produzir bons resultados, o casal começa a perder o juízo. Quando Will recebe alguns conselhos vindos surpreendentemente de uma fonte inesperada, eles funcionam bem, tanto no quarto quanto na sala de aula. Com a formatura se aproximando, Tina está preocupada com a perda de sua família do McKinley, afinal, eles seguirão seus caminhos separados. A fim de fazer com que o tempo que eles passarão juntos seja mais memorável, os formandos Blaine, Sam e Tina decidem que precisam dizer adeus à sua escola de forma dramática encenando um Projeto de Graduação. Quando a Diretora Sue cancela abruptamente o evento, o trio decide cuidar do assunto com suas próprias mãos e obtém mais do que esperavam. Enquanto isso, em Nova York, após a rixa entre Rachel e Santana, as coisas vão de mal a pior para a dupla. Como nenhuma está disposta a perdoar a outra, o seu círculo de amigos é levado para a briga e forçado a escolher lados, resultando em Kurt tomando medidas drásticas para tentar garantir a paz. |              |                                                                                   |                 |                                          |                         |                  |                     |
| 99 | 11           | "City of Angels" "(Cidade dos Anjos)" (BR)                                        | Elodie Keene    | Jessica Meyer                            | 11 de março de 2014     | 5ARC11           | 2.30                |
| O New Directions viajam para Los Angeles, para as Nationals, dedicando sua performance na competição que é muito importante para a memória do Finn. Uma vez em Los Angeles, e após o passeio necessário, o New Directions conhece seu principal concorrente, a vanguarda “Throat Explosion”. Como Blaine está mais familiarizado com a reputação estelar do revolucionário show de coral e sua intimidante e enigmática estrela, Jean-Baptiste, o líder do ND é o primeiro a cair na armadilha psicológica de seu concorrente. Seguindo o conselho de Will, Sam se esforça para reunir as tropas. Enquanto um líder aparentemente capaz em seu próprio direito, o maior patrimônio de Sam – seu otimismo contagiante – é ameaçado quando um dos seus amuletos da sorte desaparece. Enquanto isso, os acompanhantes Burt e Carole oferecem palavras inspiradoras em nome de seu filho falecido, e estão ansiosos para compartilhar a experiência das Nationals com os amigos de Finn, na esperança de que isso vai lhe trazer de volta boas lembranças de seu filho… Mas sua recente e devastadora perda ainda pode ser muito dolorosa. E quando Ryder descobre que Marley desistiu de compor e decidiu sair do New Directions para o bem do Glee Club, ele e Jake recorrem à ajuda de um ex-membro, que teve muita experiência com a adversidade. |              |                                                                                   |                 |                                          |                         |                  |                     |
| 100 | 12           | "100" "(100)" (BR)                                                                | Paris Barclay   | Ryan Murphy & Brad Falchuk & Ian Brennan | 18 março de 2014        | 5ARC12           | 2.80                |
| Depois de perderem as nacionais, alguns ex-membros do New Directions retornam para uma despedida definitiva ao Glee Club. Will convida April Rhodes para ajuda-lo que tenta ajudar com a verba, mas sem sucesso. Enquanto de um lado Santana tenta ajudar Brittany a ser quem ela realmente é, em outro, Puck tenta reconquistar Quinn que aparece com um namorado rico que não sabe nada sobre seu passado sombrio. Rachel e Mercedes começam uma rixa após anunciarem que irão cantar a mesma canção. A última cena do episódio é os membros originais do New Directions no auditório enquanto Will os agradece por terem acreditado no glee club. |              |                                                                                   |                 |                                          |                         |                  |                     |
| 101 | 13           | "New Directions" "(Novas Direções)" (BR)                                          | Brad Falchuk    | Brad Falchuk                             | 25 de março de 2014     | 5ARC13           | 2.68                |
| Com o Glee Club do McKinley High School oficialmente se tornando uma coisa do passado, muitos dos envolvidos no New Directions, no passado e no presente, olham para o que o futuro os aguarda. Em uma tentativa de manter a música na escola, de alguma forma, a professora substituta Holly Holliday, que está de volta, tira proveito de sua amizade estranhamente lógica com a diretora Sue e ganha aprovação para Will e o New Directions experimentarem um novo e extracurricular clube de música em um base experimental, mas ele não vai tão bem como planejado. Como os membros originais do New Directions não estão tendo muito sucesso ao tentar consertar a brecha existente entre Rachel e Santana, surgem sábias palavras de uma fonte inesperada para fazer algum progresso em acabar com a rixa. Enquanto isso, com a graduação iminente, Tina fica mais preocupada com suas opções minguantes de faculdade e – desesperada para encontrar o seu bilhete para fora de Lima – usa de táticas questionáveis; Puck faz uma confissão sincera a Quinn, recebendo uma resposta inesperada e bem-vinda; Brittany e Santana fazem uma constatação sobre si mesmas e o futuro de seu relacionamento; e um cada vez mais (e estranhamente) pessimista Will recebe notícias contraditórias sobre seu futuro como professor. A cena final do episódio é Will fazendo um ultimo ato de agradecimento a sala - ja vazia - enquanto vozes dos membros originais são introduzidas e o episódio acaba em um corte repentino.                                                                                          |              |                                                                                   |                 |                                          |                         |                  |                     |
| 102 | 14           | "New New York" "(Nova Nova York)" (BR)                                            | Sanaa Hamri     | Ryan Murphy                              | 1 de abril de 2014      | 5ARC14           | 2.59                |
| Tendo deixado Lima pra trás após a graduação, Blaine, Sam e Artie se juntam a Rachel e Kurt em Nova York. Enquanto Kurt e Blaine começam a estabelecer-se em sua felicidade doméstica recém-descoberta, Kurt fica cada vez mais frustrado com a onipresença de Sam no sofá… mas é Sam a única causa da intensificação dos sentimentos de claustrofobia de Kurt ? Enquanto isso, Sam tem ficado mais e mais desencorajado por sua falta de sucesso desde a sua chegada em Nova York. Blaine tenta impulsionar os espíritos ruins do seu melhor amigo de Lima, inspirando Sam para voltar a atacar a sua carreira de modelo com um renovado sentimento de vigor. E Artie que parece ter sido levado para a agitação da cidade de Nova York como um peixe fora da a água, tem sua confiança abalada quando um ladrão rouba seu laptop. De volta a Nova York após uma turnê de Funny Girl fora da cidade, Rachel é surpreendida por um luxuoso presente de agradecimento dos produtores do show, sob a forma de um carro e motorista, à sua disposição 24hs por dia, 7 dias por semana. Enquanto ela vê pela primeira vez o presente como algo merecido e uma bênção para ser ostentada, ela logo percebe que sua sorte pode vir a se tornar um custo alto para suas amizades, e para si mesma. E Blaine começa a se preocupar com a amizade que está florescendo entre Kurt e seu colega de banda Elliott, levando Blaine a enfrentar Starchild sobre suas intenções para com seu noivo, e forçando uma decisão sobre o futuro de Blaine e relacionamento de Kurt.                                                        |              |                                                                                   |                 |                                          |                         |                  |                     |
| 103 | 15           | "Bash" "(Pancada)" (BR)                                                           | Brad Buecker    | Ian Brennan                              | 8 de abril de 2014      | 2ARC15           | 2.78                |
| Com a noite de estreia de Funny Girl se aproximando rápido – e apesar das preocupações do produtor – Rachel ganha uma noite de folga dos ensaios para poder completar sua “Crítica de Inverno” de NYADA para a temida e reverenciada Carmen Tibideaux. Quando sua apresentação não ocorre como planejada, Rachel tem que tomar uma importante decisão entre sua educação e sua carreira. Após as escolhas de vida de Mercedes e sua proximidade com Sam levá-los a, aparentemente, inevitável “ficada”, ele tenta de novo recuperar o romance. Ao mesmo tempo, Kurt aprende uma dura lição sobre a diferença da vida no colegial e no mundo real quando ele se mete com um inimigo bem familiar, mas ele faz uma realização importante no processo sobre ele mesmo. |              |                                                                                   |                 |                                          |                         |                  |                     |
| 104 | 16           | "Tested" "(Testado)" (BR)                                                         | Paul McCrane    | Russel Friend & Garrett Lerner           | 15 de abril de 2014     | 5ARC16           | 2.44                |
| Blaine descobre que a sua nova paixão por “cronuts” tem como efeito colateral um ganho de peso – a temida “Síndrome do Calouro Cheinho”. Isso, combinado ao fato de ver a sorte de um Kurt mais autoconfiante e em forma crescendo rápido em NYADA, ao mesmo tempo em que a sua despenca, faz o ex-bonitão rechonchudinho entrar numa crise de confiança que… faz aflorar um comportamento atípico. Embora o “Artie da faculdade de cinema” curta um sucesso com garotas que o “Artie do colegial” jamais imaginaria fazer, ele trata logo de aproveitar as oportunidades que surgem. Apesar disso, não demora a descobrir que o estilo Casanova vem com um preço, um preço que pode impedi-lo de estabelecer aquela ligação especial que ele tanto deseja. Os colegas de quarto Sam e Mercedes exploram como é ser um casal e a moça confessa que ainda é virgem e não tem certeza de quando (ou se) estará preparada para eles fazerem amor pela primeira vez. Embora concorde em esperar o tempo que ela quiser, Sam tenta fazer tudo o que pode para provar o seu merecimento e acelerar o processo. |              |                                                                                   |                 |                                          |                         |                  |                     |
| 105 | 17           | "Opening Night" "(Noite de Estréia)" (BR)                                         | Eric Stoltz     | Michael Hitchcock                        | 22 de abril de 2014     | 5ARC17           | 2.45                |
| Com a sua grande estreia iminente na Broadway, Rachel está sentindo a enorme pressão da noite de abertura acordando de seu “pesadelo de atriz”. Apesar dos elogios quase unânimes da crítica após o show, ela encontra-se vítima do fluxo aparentemente interminável de blogueiros e anônimos malvados da internet determinados a derrubá-la. Enquanto Kurt dá seu melhor para isolá-la dos inimigos transformando o apartamento em “uma bolha de amor hermeticamente fechada cheia de afirmações boas” ele descobre ser uma tarefa quase impossível, e o resto da turma deve contribuir para tentar despertar Rachel de seu ataque atípico de insegurança na hora da cortina subir. Ao mesmo tempo, Sue se junta a Will e a dupla viaja para Nova York para a grande noite de Rachel. Enquanto Will espera ajudar sua antiga aluna a conseguir realizar de sonho de vida, Sue comparece ao show operando sob a suposição de que este irá falhar e Rachel irá errar. Entretanto, tanto Will como Sue conseguem mais do que esperavam quando a noite dá voltas inesperadas. |              |                                                                                   |                 |                                          |                         |                  |                     |
| 106 | 18           | "The Back-Up Plan" "(O Plano B)" (BR)                                             | Ian Brennan     | Roberto Aguirre-Sacasa                   | 29 de abril de 2014     | 5ARC18           | 2.41                |
| Com o sucesso genuíno de Funny Girl e a estrela de Rachel crescendo claramente, ela aproveita os frutos de seu trabalho, incluindo cantar com um talentoso e poderoso agente nova-iorquino, o qual parece ter uma visão totalmente diferente do destino que Rachel deseja dar a carreira dela. Apenas quando a monotonia de apresentar o mesmo show de novo e de novo a atinge, Rachel é abordada por um executivo de Hollywood que apresenta uma oportunidade tão única para a jovem estrela que – embora seja muito tentadora para se recusar – exige que ela calcule seu risco. Kurt consegue uma oportunidade valiosa para se apresentar com uma rica socialite que é conhecida por promover e lançar as carreiras de muitos artistas em ascensão. Animado com a chance de causar uma boa impressão, Kurt – confiando na ideia de que ele e Blaine sempre devem compartilhar as novidades de suas carreiras um com o outro, chama seu noivo para cantar com ele. Blaine se encontra colocado em uma posição difícil quando a socialite se interessa mais por ele do que por Kurt. Ao mesmo tempo, enquanto Mercedes luta para completar seu novo single a tempo de sua data de lançamento, ela procura Santana para ajudá-la a achar um “novo som” e acaba colocando em risco sua própria carreira pelo bem de sua amiga. |              |                                                                                   |                 |                                          |                         |                  |                     |
| 107 | 19           | "Old Dog, New Tricks" "(Cães Antigos, Truques Novos)" (BR)                        | Bradley Buecker | Chris Colfer                             | 6 de maio de 2014       | 5ARC19           | 2.10                |
| As ações duplicadas de Rachel voltam a atormentá-la quando a notícia de que ela perdeu uma performance de Funny Girl para fazer uma audição a um piloto da televisão – e mentiu para seus produtores sobre isso – começam a chegar a imprensa. Com o intuito de evitar uma onda de publicidade ruim que pode manchar sua nova imagem, Rachel pede a ajuda de Santana para mudar a si mesma. Decidindo que ela precisa encabeçar uma causa que valha a pena, ela e as garotas organizam um musical de gala completamente feminino para beneficiar um abrigo local de cães (apropriadamente intitulado “Broadway Bitches“), mas Rachel logo percebe que há uma grande diferença entre simplesmente parecer ser uma boa pessoa e realmente ser uma. Kurt que começou a se sentir inadequado com o recente sucesso de todo mundo e se sentindo excluído da performance feminista – faz amizade com a ex-estrela da Broadway, Maggie Banks, que está atualmente vivendo em uma casa de repouso para artistas aposentados. Quando ele tem a chance de se juntar ao elenco mais velho em sua produção de Peter Pan, ele aproveita a oportunidade e tenta fazer uma positiva diferença na vida de Maggie e seus amigos e família. Enquanto isso, o machucado Sam está ansioso para provar a Mercedes que ele é um adulto responsável e confiável, merecedor de ser considerado um marido (e pai). Para provar seu ponto, ele adota um cachorro, mas quando “McConaughey” começa a destruir o apartamento (e as caríssimas extensões de cabelo de Mercedes), Sam deve ensinar o cachorro a ser obediente ou admitir o fracasso. |              |                                                                                   |                 |                                          |                         |                  |                     |
| 108 | 20           | "The Untitled Rachel Berry Project" "(O Projeto Sem Título de Rachel Berry)" (BR) | Brad Falchuk    | Matthew Hodgson                          | 13 de maio de 2014      | 5ARC20           | 1.87                |
| Uma excêntrica roteirista hollywoodiana começa a trabalhar em ideias para uma série baseada na vida de Rachel, mas sua visão descolada de roteiro deixa Rachel e seus amigos hesitantes. Com a perspectiva de passar vários meses separados, Mercedes e Sam tomam uma decisão sobre seu relacionamento. Enquanto isso, Blaine se prepara para sua apresentação e terá que tomar uma difícil decisão. Brittany volta para uma visita a seus amigos, enquanto misteriosamente Santana não aparece em nenhuma cena. |              |                                                                                   |                 |                                          |                         |                  |                     |